# Jeffrey Hammond
Jeffrey Hammond (n. 30 iulie 1946 la Blackpool, câteodată creditat ca Jeffrey Hammond-Hammond) este un cântăreț englez și fost basist pentru trupa de rock progresiv Jethro Tull. 